# Jan Maegaard
Jan Carl Christian Maegaard (14. april 1926 - 27. november 2012) var en dansk musikforsker og komponist.
Hans musikalske løbebane startede på Det Kongelige Danske Musikkonservatorium hvor han studerede klaver, kontrabas, komposition og musikteori, for derefter at fortsætte musikstudierne på Københavns Universitet. Efter studier over Arnold Schönbergs musik, bl.a. i dennes eget arkiv, blev han dr. phil. i 1972 med sin afhandling om Schönberg. Samtidig med studierne var han lærer på konservatoriet 1953-1958 og derefter blev han lærer på universitetet fra 1961-1996, fra 1971 som professor. I årene 1974-1981 var han tilknyttet flere universiteter i USA som gæsteprofessor.
Som forsker og underviser må man nødvendigvis publicere sine meninger og resultater, og det har Maegaard gjort til fulde. Gennem talrige bøger, artikler og polemiske indlæg har han været en væsentlig spiller i udviklingen af kompositionsmusikken siden omkring 1950. I årene 1957-1959 var han formand for Det Unge Tonekunstnerselskab (DUT) og i mange år var han i redaktionskomiteen for Dansk Musiktidsskrift, som han også var en flittig bidrager til. I årenes løb er det blevet til adskillige anmeldelser af bøger, noder, LP’er og CD’er samt en lang række musikteoretiske artikler for slet ikke at tale om flere ret heftige pennefejder med andre musikpersonligheder om diverse musikspørgsmål. Også i DR var hen en flittig gæst, der både delagtiggjorde interesserede lyttere i musikkens hemmeligheder og debatterede med ligesindede og modstandere.

## Musikalsk identitet
Som så mange andre komponister i tiden efter 2. Verdenskrig kunne Maegaard ikke umiddelbart dele den forrige generations musikopfattelse. Han mente at det klassiske tonalitetsbegreb, som var udviklet gennem mere end 300 år ikke længere var brugbart. Det var Arnold Schönbergs ”Fem klaverstykker” op. 23, som Jan Maegaard havde fået foræret noderne til, der åbnede hans øjne for en anden måde at tænke musik på. 
Mens pop, rock, jazz og visesang fortsatte i mere traditionelle spor, rykkede ”partiturmusikken” eller den ”klassiske” musik frem ad nye baner med tolvtonemusik, serialisme, fluxus og andre eksperimenter. Maegaards kompositioner viser en udvikling, der efter 1940'ernes post-nielsenske tone går via dodekafoni til en friere omgang med strukturer og en tilbagevenden til en slags tonalitet i nyere værker som cellokoncerten op. 98 (1993). Han skriver selv i 2006: ”Den musik, som jeg gik ind for i 1950erne og 60erne er i dag passé. Det er rimeligt, for situationen er jo underkastet en stadig fortløbende udvikling. Den musik, der komponeres nu, og det, der skrives om, er anderledes end dengang, og det er helt fint sådan”, men siger også: ”Først når vi har lært at klare os uden melodi og tonalitet, så kan vi vælge at bruge dem”.
Maegaard er måske ikke kendt i brede kredse, men det er sandsynligt at modernismen i dansk musik havde udviklet sig anderledes og mindre vitalt uden hans indsats.
Maegaard var Ridder af 1. grad af Dannebrogordenen og medlem af Videnskabernes Selskab. Han er begravet på Holmens Kirkegård i København.

## Musikværker
Denne liste er ufuldstændig; hjælp gerne med at udfylde den.
- op. 4 Legend (sang, violin og klaver – 1949)
- op. 5 Kammerkoncert nr. 1 (orkester – 1949)
- op. 6 Passacaglia (klaver – 1949)
- op. 7 Don Quixote. Scenemusik (skuespil – klarinet, horn, klaver og violin – 1949)
- op. 8 Tre sange til bibelske tekster (bl. kor – 1949)
- op. 9 Suite for violin og klaver (1949)
- op. 10 Trio for obo, klarinet og fagot (1950)
- op. 11 Blæserkvintet (1951)
- op. 12 Suite for 2 violiner (1951)
- op. 13 Den gyldne Harpe (mezzosopran, obo, cello og klaver – 1952)
- op. 14 Quasi una sonata (viola og klaver – 1952)
- op. 15 Fagotsonate (fagot og klaver – 1952)
- op. 17 Herre, hør min bøn (bl. kor 1952)
- op. 18 Ti sange (tekst: Grethe Risbjerg Thomsen – 1952)
- op. 19 To sange (tekst: Nis Petersen – 1952)
- op. 20 Tre sange (sange med kammerensemble – 1952)
- op. 21 Variations impromptus (violin, viola, cello og klaver – 1953)
- op. 23 Gaa udenom sletterne (tekst: Frank Jæger – solo, kor og strygere – 1953)
- op. 24 De fire dværge (sang – 1953)
- op. 25 Den hvide Souper (musik tilhørespil – fløjte, obo, violin – 1954)
- op. 26 Fem orgelkoraler (1954)
- op. 27 Klaversonate (1955)
- op. 28 Jævndøgnselegi I (tekst: Ole Wivel – sang, violin og orgel – 1955)
- op. 29 March for strygeorkester (1956)
- op. 30 To motetter (bl. kor- 1956)
- op. 32 Fem præludier for violin solo (1957)
- op. 33 Asiatisk Tanke (sang med klaver – 1957)
- op. 34 Lang eftermiddag (bl.a. kor – 1958)
- op. 35 Fem stykker for klaver (1959)
- op. 36 Serenade – O alter Duft aus Märchenzeit (violin, cello og klaver – 1960)
- op. 37 To sange for mandskor (1960)
- op. 38 Kammerkoncert nr. 2 (orkester 1962)
- op. 39 Due tempi (orkester 1961)
- op. 40 Octomeri (violin og klaver – 1962)
- op. 41 Fem sange (tekst: Grethe Risbjerg Thomsen – sang og kammerensemble – 1962)
- op. 42 Marineforeningens Jubilæumsmarch (blæseorkester – 1963)
- op. 43 Dagstrømme (kvindekor – 1964)
- op. 44 ISCM-fanfare (blæsrer – 1986)
- op. 45 Folkvisan (lige stemmer – 1965)
- op. 46 Antigone (soli, mandskor og orkester – 1966)
- op. 47 Aus tiefer Not (orgel – 1966)
- op. 48 Movimento (el-orgel og kammerensemble – 1967)
- op. 49 Sic enim amavit (sopran, bl. kor, trompet og orgel – 1967)
- op. 50 Tre sange for drengekor (tekst: Vagn Steen – 1969)
- op. 51 Tre orgelkoraler (1969)
- op. 52 Musica riservata I (strygekvartet – 1970)
- op. 53 Tre nye sange for drengekor (1970)
- op. 54 Fem lyriske monologer (sange – tekst: Grethe Risbjerg Thomsen – 1970)
- op. 55 Danmark trofast (sang og klaver – 1970) Findes også i en version med orkester.
- op. 57 Tre korsange (tekst: Grethe Risbjerg Thomsen – 1971)
- op. 58 Tre orgelkoraler (Bearbejdelse af opus 51 for 2 klaver – 1974)
- op. 59 Danse til Marina (klaver – 1975)
- op. 61 Musica riservata II (obo, klarinet, fagot og saxofon – 1976/1978)
- op. 63 Pastorale for to klarinetter (1976)
- op. 67 March (harmoniorkester – 1979)
- op. 68 Canon (3 fløjter – 1980)
- op. 69 Passacaglia-Fantasia-Choral (orgel – 1981)
- op. 70 Musica riservata III (obo, fløjte, cello og cembalo – 1982)
- op. 71 Fantasi for orgel/Indsigter – udsigter (1983)op. 91 Duo-Phantasy (2 guitarer – 1988)
- op. 72 Triptykon (violin og strygeorkester – 1983)
- op. 74 Konkyliens sang (lige stemmer – Tekst: Jens August Schade – 1985)
- op. 76 Sinfonietta (strygeorkester – 1986)
- op. 77 Labirinto I (viola – 1986)
- op. 79 Labirinto II (guitar – 1987)
- op. 83 Å disse vinterveje (lige stemmer og orgel – 1988)
- op. 84 Pierrot in the Ballroom (2 guitarer – 1988)
- op. 85 To sange (1957/1985)
- op. 86 Kinderblicke (2 guitarer – 1989)
- op. 87 Liebeslied (sang og 2 guitarer – 1990)
- op. 88 Tre sange til tekster af Edith Södergran (bl. kor – 1990)
- op. 89 Partita for orgel (1991)
- op. 90 Preludio notturno d'estate e contrapunto fugato (2 fløjter, strygekvartet og klaver – 1991)
- op. 91 Te Deum (kor og orgel – 1992)
- op. 92 Du er Petrus (bl. kor – 1992)
- op. 93 Blå klang (elektronisk musik 1992)
- op. 94 The time has come (bl. kor – 1992)
- op. 96 Progressive variationer (violin og cello – 1994)
- op. 97 Stemning (tekst: J.P. Jacobsen – bl. kor – 1993)
- op. 98 Cellokoncert (cello og orkester – 1993)
- op. 99 Jeu Mosaíque (harpe og orkester – 1995)
- op. 100 Glückwunsch an Christoph-Helmut Mahling (bl. kor – 1995)
- op. 101 Hvad er vel livet uden musik (tekst: Thorkild Bjørnvig – bl. kor – 1996)
- op. 102 Musica Riservata IV (obo, fløjte, violin, cello og cembalo – 1996)
- op. 103 Partita (cello)
- op. 105 Fire sange for mandskor (tekst: Ole Sarvig – kvindekor – 1997)
- op. 106 Herren er min hyrde, 23. salme (bl. kor – 1998)
- op. 107 Sange af Rainer Marie Rilke (1999)
- op. 108 Elegia (Nocturne) (viola og strygere – 1999)
- op. 109 Fantasia II (orgel – 2003)

Jan Maegaard har foruden sine egne kompositioner lavet arrangementer af, tilføjelser til, kritiske udgaver af og omarbejdelser af andre komponisters værker, bl.a. Johann Sebastian Bach, Friedrich Kuhlau, Peter Heise, Niels W. Gade, Siegfried Wagner og Arnold Schönberg.

## Bøger og artikler
- Dodekafonien som musikalsk ide, dens forudsætninger og dens betydning for udviklingen inden for nyere europæisk musik (magisterkonferens 1957)
- Musikalsk modernisme, 1945-1962 (1971)
- Studien zur Entwicklung des dodekaphonen Satzes bei Arnold Schönberg (doktorafhandling 1972)
- Præludier til musik af Arnold Schönberg, 19 værker, introduceret af Jan Maegaard (1976)
- Indføring i romantisk harmonik – af Teresa Waskowska Larsen og Jan Maegaard (1981)
- Begreber i musikhistorien frem til ca. 1600 (1999)
- Diverse artikler af Jan Maegaard i f.eks. Musik & forskning